# Andrea Del Lungo
Œuvres principales
Gli inizi difficili. Per una poetica dell’incipit romanzesco (1997) 
L’incipit romanesque (2003) 
La fenêtre. Sémiologie et histoire de la représentation littéraire (2014)
Andrea Del Lungo, né le 3 avril 1967 à Gênes, est essayiste, critique et professeur de littérature française du XXe siècle à la Faculté des Lettres de Sorbonne Université.

## Biographie
Formé à l’université de Pise, Andrea Del Lungo soutient sa thèse de doctorat consacrée à la question de l’incipit romanesque à l’université de Rome La Sapienza en 1995. Lauréat du Prix annuel de l’Association internationale des études françaises en 1998, il commence sa carrière d’enseignement en France la même année, à l’université de Poitiers. Élu maître de conférences à l’université de Toulouse le Mirail, puis professeur des universités à l’université Lille 3, il est membre junior de l’Institut universitaire de France (IUF) entre 2008 et 2013, avec un projet de recherche sur les relations entre littérature et savoir au XIXe siècle. Il est depuis 2013 conseiller scientifique au Haut Conseil de l’Évaluation de la Recherche et de l’Enseignement Supérieur (HCERES), et dirige la collection « Théorie de la littérature » des éditions Classiques Garnier.
Ses domaines de recherche sont la théorie de la littérature ; les relations entre littérature et savoir dans une perspective croisant épistémologie, sémiologie et sociologie ; la poétique et l’histoire du roman moderne. 
Spécialiste de l’œuvre d'Honoré de Balzac, il dirige un projet financé par l’Agence Nationale de la Recherche d'édition électronique et hypertextuelle de La Comédie humaine (ebalzac.com).

## Publications

### Livres
- (it) Andrea Del Lungo, Gli inizi difficili : Per una poetica dell'incipit romanzesco, Padoue, Unipress, coll. « Biblioteca Francese », 1997, 239 p.
- Andrea Del Lungo, L’incipit romanesque, Paris, Seuil, coll. « Poétique », 2003, 380 p.
- Andrea Del Lungo, La fenêtre : Sémiologie et histoire de la représentation littéraire, Paris, Seuil, coll. « Poétique », 2014, 527 p.

### Directions d’ouvrage
- Envers balzaciens, Poitiers, Licorne, coll. « Maison des Sciences de l’Homme et de la Société 56 », 2001, 251 p.,
- Le Début et la fin (roman, B.D., cinéma), publication en ligne dans l’espace « Colloques » du site internet « Fabula » (www.fabula.org), 2007,
- Le Roman du signe : Herméneutique et fiction au XIXe siècle, Saint-Denis, Presses Universitaires de Vincennes, coll. « Essais et savoirs », 2007, 286 p.,
- Signe, déchiffrement, interprétation, actes du séminaire interdisciplinaire 2002-2007, publication en ligne dans l’espace « Colloques » du site internet « Fabula » (www.fabula.org), 2008,
- La littérature en bas-bleus : Romancières sous la Restauration et la Monarchie de Juillet, Paris, Classiques Garnier, coll. « Masculin/Féminin dans l’Europe moderne », 2010, 448 p.,
- Le Début et la fin du récit : Une relation critique (accompagné d’entretiens inédits avec Christine Montalbetti, Jean Rouaud et Jean-Philippe Toussaint), Paris, Classiques Garnier, coll. « Théorie de la littérature », 2010, 325 p.,
- La littérature en bas-bleus (II) : Les romancières en France de 1848 à 1870, Paris, Classiques Garnier, coll. « Masculin/Féminin dans l’Europe moderne », 2013,
- Exotopies de Barthes,Carnets, revue électronique d’études françaises, série II, numéro spécial, 6, 2016,
- La littérature en bas-bleus (III). Les romancières en France de 1870 à 1914, Paris, Classiques Garnier, coll.« Masculin/Féminin dans l’Europe moderne », 2017,
- Balzac, l’invention de la sociologue, Paris, Classiques Garnier, 2018, 345 p.,
- L’imaginaire de Mai 68 dans la littérature contemporaine, Publif@rum, revue en ligne de linguistique, littérature et culture françaises, 31, 2019 (à paraître).

### Textes en ligne
- « Maurice Blanchot : la folie du commencement », Cahiers de l'Association internationale des études françaises, 1998 (accessible sur Persée),
- « Automatic Detection of Reuses and Citations in Litérary Texts » (article cosigné avec Jean-Gabriel Ganascia et Pierre Glaudes), Literary and Linguistic Computing, 2014 (accessible sur Archives ouvertes),
- « De Zadig à Vautrin : sur le paradigme indiciaire chez Balzac », dans Lumières romantiques : L’héritage des Lumières dans la littérature romantique, 2013,
- « Un détail indiciaire : la fenêtre d’Edgar Allan Poe », dans Lectures : Fiction et imaginaire (hommages à Joëlle Gleize), 2011,
- Entrée "Incipit" du Dictionnaire de critique génétique (accessible sur Item).

### Conférences audio-visuelles en ligne
- « Édition électronique des variantes et représentation de l’œuvre : l’exemple de La Comédie Humaine », (accessible sur Vimeo),
- « Peut-on appliquer la littérature aux études culturelles ? » (accessible sur Educast),
- « Argent et littérature : quelques réflexions sur le XIXe siècle » (accessible sur canal-u-tv).